# Бриччи, Плаутилла
Плаутилла Бриччи (итал. Plautilla Bricci; 13 августа 1616, Рим — 13 декабря 1705, там же) — итальянская художница и архитектор итальянского Ренессанса. Считается одной из первых в мире женщин-архитекторов.

## Биография
Плаутилла Бриччи родилась 13 августа 1616 года в Риме. Об её образовании ничего не известно, но сохранились сведения о том, что отец Плаутиллы был близок к художественным кругам.
Плаутилла Бриччи известна благодаря двум архитектурным работам, которые она, вместе со своим братом Базилио, выполнила для аббата Эльпидио Бенедетти. Первый её проект — вилла Бенедетти (ныне Вилла дель Вашелло) недалеко от ворот святого Панкратия в Риме, строительство которой было начато в 1663 году и завершено в 1665. Бенедетти утверждал, что Плаутилла лишь помогала брату с художественным оформлением постройки, однако сохранились документы (эскизы, контракты), из которых явствует, что именно она была единственным архитектором. А. В. Ипполитов называет эту работу «безусловным шедевром» Плаутиллы, характеризуя её следующим образом: «Здание столь необычно на вид, что увидев его в первый раз и ничего о нём не зная, оказываешься в полной уверенности, что эта отчаянная архитектура есть порождение ар нуво и вкуса Эктора Гимара». Возможно, вилла действительно создавалась по французским образцам.
По всей видимости, Бенедетти не хотел открыто признавать, что нанял в качестве архитектора женщину, однако он был столь доволен её работой, что поручил ей ещё один важный проект — оформление капеллы святого Людовика в церкви Сан-Луиджи-деи-Франчези. Капелла святого Людовика (третья слева) — самая богато украшенная в храме. Плаутилле Бриччи принадлежит также алтарная картина с изображением Святого Людовика. Однако традиционный стиль этой работы имеет мало общего с фантазией, проявленной художницей в области архитектуры.
Бриччи была членом Академии Святого Луки, однако дата её принятия в члены Академии неизвестна. В 1677 году аббат Бенедетти передал ей в пожизненное пользование построенный им дом. Согласно некоторым исследователям, в конце жизни она приняла монашеский постриг, однако документальных подтверждений этому нет.
Плаутилла Бриччи умерла в Риме 13 декабря 1705 года.